# Amanita virgineoides
Amanita virgineoides, también conocida como la "lepidela falsa de la virgen", es una especie de hongo del género Amanita. Se ha documentado su presencia en bosques templados de Asia oriental, particularmente en Japón, asociada a árboles de hoja ancha.

## Descripción
Los basidiocarpos son de tamaño mediano a grande. El sombrero mide entre 7 y 15 centímetros de ancho, es convexo a aplanado, a veces cóncavo, y de color blanco, cubierto con restos volváceos blancos de forma cónica a piramidal, de 1 a 3 milímetros de alto y ancho. El margen del sombrero es liso y apendiculado, y la carne es blanca e inmutable. Pertenece a la sección Lepidella, caracterizada por poseer restos volváceos verrugosos y esporas amiloides.
Las láminas son libres a sublibres y de color blanco a crema; las láminas cortas son atenuadas.
El estípite mide entre 10 y 20 cm de largo por 1.5–3 cm de ancho, es subcilíndrico o ligeramente atenuado hacia arriba, blanco y cubierto de escamas flocosas blancas; la carne del estípite es blanca. El bulbo basal del estípite mide entre 3 y 4 cm de ancho, es ventrudo, ovoide a subgloboso, con su parte superior cubierta de restos volváceos blancos, verrugosos a granulosos. El anillo es blanco; su superficie superior presenta finas estrías radiales, mientras que la inferior tiene verrugas a modo de conos. El anillo suele romperse durante la expansión del sombrero.
Las esporas miden entre 8–10 × 6–7.5 μm, son elipsoides a ampliamente elipsoides y amiloides. Se observan fíbulas frecuentemente en la base de los basidios.